# Jan Mårtenson (född 1944)
Jan Allan Mårtenson, född den 15 januari 1944 i Tidaholms församling i dåvarande Skaraborgs län, är en svensk författare, journalist och poet som debuterade 1968. Han är sedan länge bosatt i Malmö.

## Biografi
Mårtenson växte upp i Tidaholm med en alkoholiserad far. Han gick på gymnasiet i Falköping i tre dagar. "Jag ville bara visa att jag kunde komma in och var ganska skoltrött i det skedet." Hans första jobb var på Marbodal, men efter att ha flyttat till Småland började han som 17-åring på Smålands-Tidningen i Eksjö.
Därefter var Mårtenson journalist på tidningar i Finspång, Örebro, Borås och Norrköping innan han 1966 kom till tidningen Arbetet i Malmö, dit han var knuten i drygt 30 år. Han skrev under mer än ett decennium helsidesporträtt om kända svenskar, alltifrån statsministrarna Ingvar Carlsson och Thorbjörn Fälldin till Cornelis Vreeswijk och Hans Alfredson men också om idrottsstjärnor, författare och bildkonstnärer som till exempel Peter Dahl.
Sedan 1970 har Mårtenson haft en konflikt med sin namne, diplomaten och författaren Jan Mårtenson (född 1933), "som debuterade några böcker senare men vägrade lägga in en initial". Mårtenson upplevde sig med Stig Larssons ord "namnnappad".. Namnkonflikten kulminerade när Mårtenson i sin hittills enda deckare, Mordet på kungens man 1986, lät rollfiguren poeten Mårten Janson mörda sin namne deckarförfattaren Mårten Janson.
Efter en konflikt på tidningen Arbetet fick Mårtenson 1995 och 1997 två psykoser, vilket ledde till att han lades in för psykvård. Detta inspirerade honom till att skriva dikter igen. Mårtenson har sedan 2001 ingen medicinering med psykofarmaka.

## Författarskap
Hittills har han gett ut 14 diktböcker och 11 romaner, bland annat den självbiografiska trilogin Skilda 1982, Sparkad 1984 och Förväntan 1986. Hösten 2009 kom hans memoarbok Som det kan bli. Den mest kända diktsamlingen heter Jag erövrar världen tillsammans med Karl och bröderna Marx som har animerats av Claes-Göran Lillieborg och har visats på TV med Per Myrberg som uppläsare. Två urval av dikter finns i volymerna Mellan Tidaholm och världen 1975 och Med Tidaholmskärra mot dikten 2000.
Som författare återkommer Mårtenson ofta till småstadsmiljö, både i sina romaner och diktsamlingar. Han är bosatt i Malmö, en stad han varit trogen sedan 1966 om man bortser från fem år i Lund på 1990-talet.
Stig Larsson skrev en stort uppslagen recension i Expressen (och Kvällsposten) om Jan Mårtensons memoarbok Som det kan bli och diktsamlingen Dikter inifrån.
Jan Mårtensons roman Mannen i hönshuset hade Stellan Olsson, regissören bakom Sven Klangs kvintett, långt framskridna filmplaner på. Det är en familjetragedi i svensk lantlig miljö. Mårtenson kom 2002 ut med diktsamlingen Kärlekssviter och gav våren 2008 ut diktsamlingen Dikter inifrån, som handlar om psykotiska erfarenheter på 1990-talet. Lars Furuland skrev en helsidesartikel om den i Upsala Nya Tidning, "Jan Mårtensons mest gripande diktsamling hittills". Han medverkar också med sjutton avsnitt om kulturella sevärdheter i Västergötland i kokboken Köksvägen till Västsverige med bland andra Birgitta Stenberg.
Mårtenson gav under hösten 2013 ut diktsamlingen Tid att älska. Den är tillägnad hans hustru Anne Sofie Roald, professor i religionsvetenskap på Malmö högskola.
Mårtenson finns representerad i många diktantologier, bland annat i Den stora Lyrikboken från Ekelund till Sonnevi och De vackraste kärleksdikterna med poesi från världslyriken. Hans författarskap presenteras i boken Mitt i 70-talet av Tom Hedlund. I boken Svenska visdiktare skriver Hans Bing om Mårtenson.

## Priser och utmärkelser
Mårtenson tilldelades 2007 ett stipendium på 50.000 kr av Svenska Akademien ur Stina och Erik Lundbergs stiftelse. Han belönades även av Svenska Akademien 1997.